# Carl Anderson
Carl Anderson (Lynchburg, Virginia, 27 de febrero de 1945-Los Ángeles, 23 de febrero de 2004) fue un cantante, actor de cine y teatro estadounidense. Más conocido por su nominación al Globo de Oro por la interpretación de Judas Iscariote en el musical de Broadway y la versión cinematográfica de la ópera rock, de Andrew Lloyd-Webber, Jesucristo superstar. 

## Biografía

### Primeras etapas
Nace en Lynchburg, Virginia, Anderson fue uno de los 12 hijos de James y Alberta Anderson. Durante su primer año de la escuela secundaria, Carl se alistó en la Fuerza Aérea de los Estados Unidos, donde trabajó como técnico de comunicaciones durante dos años. Regresó a Lynchburg de terminar la escuela secundaria y graduarse en 1965. Después de la escuela secundaria, Carl cantó en las bases militares de todo el país como parte del Concurso de Talentos World Wide de la Fuerza Aérea.
Anderson se mudó a Washington D. C. en 1969. Carl y unos amigos formaron un grupo llamado "The Second Eagle", con Carl de vocalista. Entre los muchos temas de jazz/rock interpretados por Second Eagle fueron algunos del álbum Jesus Christ Superstar.
En 1971, un cazatalentos que trabajaba para la Agencia de William Morris vio a Carl interpretar algunas canciones en un espectáculo en la iglesia de San Stephen y reconoció el potencial de Carl como intérprete en solitario.

### Carrera inicial
Aunque Carl no lo sabía en ese momento, su oportunidad más importante llegó cuando consiguió sustituir a Ben Vereen, cuando éste cayó enfermo, en papel de Judas en la versión de Jesucristo Superstar en 1971 que interpretó en Broadway y en Los Ángeles. Cuando Veeren se recuperó ambos actores se turnaron en el papel.
Mientras actuaba en Los Ángeles, Carl viajó a Londres para un casting. Y dos semanas más tarde, él dejó la producción y comenzó a rodar en Israel Jesucristo Superstar (La Película). El filme, realizado en 1973 por el director Norman Jewison, catapultó su carrera con dos nominaciones a los Globos de Oro a la mejor promesa y al mejor actor de musical.
Otras de sus apariciones en películas: La Perla negra (1978) y El color Púrpura de Steven Spielberg (1985). Sus apariciones Televisivas incluyen: Cop Rock, Dias de nuestra vida and Hill Street Blues.
Como cantante, Anderson fue igual de prolífico. Firmó por Motown Records in 1972. Varios de los más reconocidos discos de los musicalmente explosivos años 70 llevan la marca de Carl Anderson, incluido su trabajo con Stevie Wonder en su histórico triple álbum "Songs in the Key of Life" de 1976.
También hizo numerosas apariciones notables en varios clubes en Los Ángeles durante la década de los 70 y firmó con Columbia Records un contrato por el que sacaría cuatro discos con el sello Epic comenzando en 1983. En total, Anderson publicó nueve álbumes de jazz y Soul como solista, incluyendo éxitos como: "How Deep Does It Go," "Pieces Of A Heart," "Hot Coffee," y el gran éxito de su álbum "Carl Anderson" de 1986 "Friends and Lovers," (a dúo con Gloria Loring) que alcanzó el número dos en las listas de ese año. En 1985 participa en el Festival Internacional de Viña del Mar representando a EE. UU., donde obtiene el premio a Mejor Intérprete con la canción Estamos girando ahora, escrita por Bob Christy. Carl también apareció en los álbumes con otros grandes artistas, como: Maynard Ferguson, Herbie Hancock, Edgar Winter, Kenny Loggins, Brenda Russell, Russ Freeman and the Rippingtons, y Nancy Wilson.

### Carrera final
En 1992, Carl repite el papel de Judas en Jesucristo Superstar por la gira del "20 Aniversario de la película". Prevista inicialmente para tres meses, la producción se prolongó durante otros seis años y recaudó más de 100 millones de dólares, visitando más de 50 ciudades de América del Norte, Incluyendo: Nueva York, Los Ángeles, Detroit, Atlanta, Baltimore, San Francisco, Boston, Washington D. C., Filadelfia, Miami, Toronto, Vancouver y Montreal.
En 1997, Anderson actuó Broadway, en una adaptación de "Noche de reyes" de William Shakespeare llamada "Play On!" con música de Duke Ellington. A partir de 1998, y en años posteriores de su vida, Carl repitió su papel de Judas en el Jesucristo Superstar llenando auditorios por todo el mundo. 
Carl Anderson murió el 23 de febrero de 2004 de Leucemia en el hospital Cedros del Sinai en Los Ángeles.
La pista 'Nightingale' en el álbum de Leonard Cohen del año 2004 Dear Heather se la dedicó a Anderson. 
"I built my house beside the wood

So I could hear you singing

And it was sweet and it was good

And love was all beginning

 'Fare thee well my nightingale

 'Twas long ago I found you

Now all your songs of beauty fail

The forest closes 'round you

The sun goes down behind a veil

 'Tis now that you would call me

So rest in peace my nightingale

Beneath your branch of holly

Fare thee well my nightingale

I lived but to be near you

Tho' you are singing somewhere still

I can no longer hear you"

## Discografía
Los elementos en negrita indican grabaciones en solitario.
- Jesus Christ Superstar - Orig. Motion Picture Soundtrack - 1973
- Stevie Wonder - Songs in the Key of Life - 1976
- Menage a Trois - Manage a Trois - 1980
- Absence Without Love - 1982 - Epic
- On and On - 1983 - Epic
- Weather Report - Domino Theory - 1983
- Weather Report - Sportin' Life - 1984
- Kenny Loggins - Vox Humana - 1985
- Protocol - 1985 - Epic
- Carl Anderson - 1986 - Epic
- Joe Zawinul - Dialects - 1986
- Nancy Wilson - Forbidden Lover - 1987
- Rippingtons - Best of the Rippingtons - 1987
- Maynard Ferguson - High Voltage - 1988
- Kazu Matsui - Time No Longer - 1988
- Act of Love - 1988 - Polydor
- Dan Siegel - Late One Night - 1989
- Keiko Matsui - Drop of Water - 1989
- Rippingtons - Tourist in Paradise - 1989
- The Zawinul Syndicate - Black Water - 1989
- GRP Artists - GRP: On the Cutting Edge - 1989
- Nancy Wilson - Lady with a Song - 1990
- Rippingtons - Welcome to the St. James' Club - 1990
- Peabo Bryson - Can You Stop the Rain - 1991
- Pieces of a Heart - 1991 - GRP
- Garfield (GRP Artists) - Am I Cool or What! - 1991
- Richard Elliot - On the Town - 1991
- Don Grusin - Zephyr - 1991
- George Howard - Do I Ever Cross Your Mind? - 1992
- Fantasy Hotel - 1992 - GRP
- GRP Artists - GRP 10th Anniversary Collection - 1992
- Rippingtons - Live in L.A. - 1992
- Eric Marienthal - One Touch - 1993
- Heavy Weather/Sunlight Again - 1994 - GRP
- Jazz Live - Jazz Live - 1994
- Kevin Toney - Pastel Mood - 1995
- Michael Paulo - My Heart and Soul - 1996
- Tim Rice - Collection: Stage & Screen Classics - 1996
- Why We Are Here! - 1997 - Abu Khalil
- Play On! - Original Cast Recording - 1997
- Tis the Season - Tis the Season - 1997
- Nils - Blue Planet - 1998
- George DeLaRue - The London Sessions - 1998
- Civil War- The Concept Album - 1998
- Jesus Christ Superstar - 25th Anniversary Re-Issue - 1998
- Michael Paulo - Midnight Passion - 1999
- Gerald McCauley - McCauley Sessions - 1999
- L.A. Jazz Syndicate - L.A. Jazz Syndicate, Vol. 2 - 1999
- Oceans - Ridin' the Tide - 1999
- Hymn of Asia - Golden Era - 1999